# Truth in Video Game Rating Act
Truth in Video Game Rating Act (S.3935) är ett lagförslag i USA:s kongress, framlagt av senator Sam Brownback den 27 september 2006 där ESRB skulle ha full tillgång till allt innehåll i det spel man för tillfället skulle åldersgränsmärka, i stället för att enbart förlita sig på rekommendationer av speltillverkare och utgivare.
Lagförslaget röstades dock ner, men lades återfram av samma senator den 27 september 14 februari 2007, med samma namn fast med nytt nummer (S.568).  I mars 2007, S.568 undersöktes lagförslaget fortfarande under utredning.

### Fotnoter
1. ↑  ”Senate Proposes New ESRB Legislation”. Gamasutra. http://www.gamasutra.com/php-bin/news_index.php?story=11030. Läst 27 september 2006.
2. ↑  WashingtonWatch.com - S. 568, The Truth in Video Game Rating Act